# Suradet Chanthapet
Suradet Chanthapet (thailändisch สุรเดช จันทะเพชร; * 8. Januar 2004), auch als Ja bekannt, ist ein thailändischer Fußballspieler.

## Karriere
Suradet Chanthapet erlernte das Fußballspielen u. a. in der Jugend des Erstligisten Buriram United. Seinen ersten Vertrag unterschrieb er im Sommer 2022 beim Drittligisten Kamphaengphet FC. Mit dem Verein aus Kamphaeng Phet spielte er 18-mal in der Northern Region der Liga. Nach einer Spielzeit wechselte er zum Zweitligisten Nongbua Pitchaya FC. Hier kam er jedoch nicht zum Einsatz. Im Juli 2024 unterschrieb er einen Vertrag beim Zweitligisten Lampang FC. Sein Zweitligadebüt für den Verein aus Lampang gab Chanthapet am 26. Oktober 2024 (10. Spieltag) im Heimspiel gegen den Chanthaburi FC. Bei dem 0:0-Unentschieden wurde er in der 90.+1 Minute für den Brasilianer Judivan eingewechselt.